# Uymana
Uymana (en georgiano: უჯმანა; en armenio: Ուջմանա) es un pueblo de Georgia ubicado en el sur de la región de Mesjetia-Yavajetia, siendo parte del municipio de Ninotsminda.  

## Geografía
Uymana se encuentra en la base del monte Patara Abuli, a 15 km de Ninotsminda. La aldea se administra desde el pueblo de Eshtia. 

## Historia
El pueblo fue fundado en la década de 1830 por armenios que emigraron del asentamiento de Jnus de la provincia de Erzurum (hoy Hınıs, en Turquía). En el habla del pueblo de Uymana se ha conservado el dialecto Mshho de los armenios, por lo que era costumbre llamarlos "católicos de Mshetsi".

## Demografía
La evolución demográfica de Uymana entre 2002 y 2014 fue la siguiente:
| 430                                             | 255 |
| (Fuente: Population of Georgia in Soviet times) |     |

Según los datos del censo de 2014, los armenios son el 99,2 % de la población local.

## Infraestructura

### Arquitectura, monumentos y lugares de interés
El monumento del pueblo es la iglesia de San Juan Bautista, construida en 1850.

### Educación
En el pueblo de Uymana hay una escuela.En el marco del programa del gobierno georgiano "Irmis Nakhtomi", se entregaron 3 computadoras a la escuela.